# Lafayette (Minnesota)
Lafayette és una població dels Estats Units a l'estat de Minnesota. Segons el cens del 2000 tenia 529 habitants.

## Demografia
Segons el cens del 2000, Lafayette tenia 529 habitants, 202 habitatges, i 137 famílies. La densitat de població era de 177,6 habitants per km².
Dels 202 habitatges en un 33,7% hi vivien nens de menys de 18 anys, en un 59,9% hi vivien parelles casades, en un 5% dones solteres, i en un 31,7% no eren unitats familiars. En el 29,7% dels habitatges hi vivien persones soles el 14,9% de les quals corresponia a persones de 65 anys o més que vivien soles. El nombre mitjà de persones vivint en cada habitatge era de 2,43 i el nombre mitjà de persones que vivien en cada família era de 3,04.
Per edats la població es repartia de la següent manera: un 27% tenia menys de 18 anys, un 5,5% entre 18 i 24, un 28% entre 25 i 44, un 16,4% de 45 a 60 i un 23,1% 65 anys o més.
L'edat mediana era de 38 anys. Per cada 100 dones de 18 o més anys hi havia 90,1 homes.
La renda mediana per habitatge era de 36.719 $ i la renda mediana per família de 43.611 $. Els homes tenien una renda mediana de 31.250 $ mentre que les dones 21.563 $. La renda per capita de la població era de 15.347 $. Entorn del 3,1% de les famílies i el 2,9% de la població estaven per davall del llindar de pobresa.

## Poblacions més properes
El següent diagrama mostra les poblacions més properes.